# Stomoxys
Stomoxys är ett släkte av tvåvingar som ingår i familjen husflugor.

## Bildgalleri

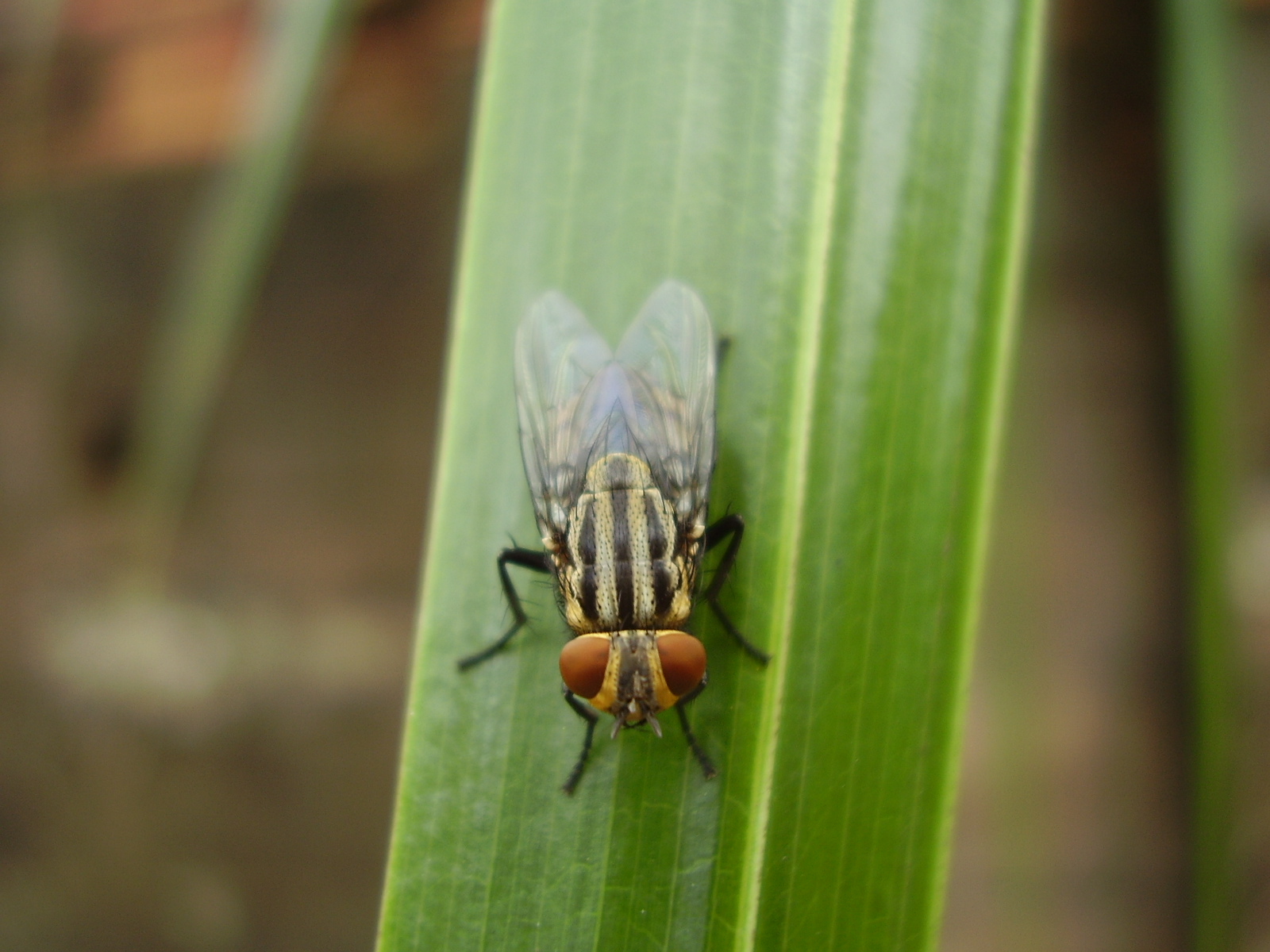
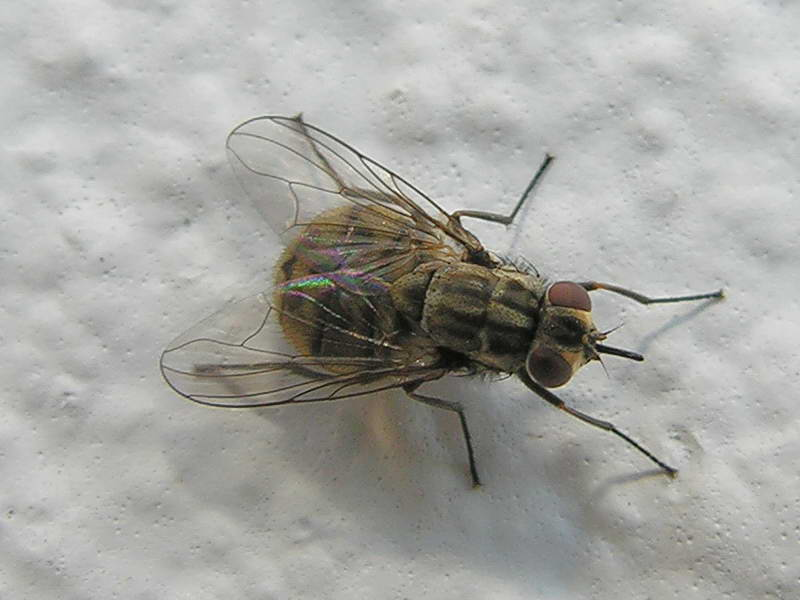

## Artlista[1][2]
- Stomoxys bengalensis
- Stomoxys bilineatus
- Stomoxys boueti
- Stomoxys calcitrans
- Stomoxys indicus
- Stomoxys inornatus
- Stomoxys luteolus
- Stomoxys niger
- Stomoxys nigra
- Stomoxys ochrosoma
- Stomoxys omega
- Stomoxys pallidus
- Stomoxys pullus
- Stomoxys sitiens
- Stomoxys stigma
- Stomoxys taeniatus
- Stomoxys transvittatus
- Stomoxys uruma
- Stomoxys varipes
- Stomoxys xanthomelas